# Alastor incospicuus
Alastor incospicuus är en stekelart som beskrevs av Giordani Soika 1934. Alastor incospicuus ingår i släktet Alastor och familjen Eumenidae. Inga underarter finns listade i Catalogue of Life.